# Edward Carrick
Edward Carrick, geboren als Edward Anthony Craig, (* 3. Januar 1905 in London; † 21. Januar 1998 in Thame, Oxfordshire) war ein britischer Filmarchitekt, Buchautor, Maler und Zeichner.

## Leben
Der Sohn des Theatermachers und Bühnenbildners Edward Gordon Craig und einer Geigerin erhielt sein handwerkliches wie künstlerisches Rüstzeug von seinem Vater, dessen Nachnamen er ablegte, um nicht ständig mit ihm in Zusammenhang gebracht zu werden. 1928 stieß er zur Filmbranche und arbeitete mit Beginn der Tonfilmära für unterschiedliche Produktionsfirmen. Von 1933 bis 1937 ist er als Filmarchitekt bei einer Fülle von Kinoproduktionen nachzuweisen, ehe er sich 1937 vorübergehend aus der aktiven Filmarbeit zurückzog, um eine eigene Ausbildungsstätte für zukünftige Filmarchitekten zu gründen.
Während des Zweiten Weltkriegs war Carrick überwiegend an Dokumentationen der staatlich gelenkten Crown Film Unit beteiligt. In den ersten zwanzig Nachkriegsjahren entwarf Edward Carrick wieder zahlreiche Filmbauten für reine Unterhaltungsfilme, von denen einige an der Kinokasse recht erfolgreich waren. Carrick arbeitete in den 1950er Jahren mit quasi sämtlichen deutschsprachigen Filmkünstlern zusammen, die nach England zu Filmaufnahmen kamen: Maria Schell, Cornell Borchers, Horst Buchholz und vor allem Hardy Krüger, dessen drei britische Filme (1956–1959) er architektonisch gestaltete. Im Alter von 60 Jahren zog sich Carrick aus dem Filmgeschäft zurück.
Edward Carrick hat sich auch einen Namen als Sachbuchautor gemacht und in den 1940er Jahren folgende Werke publiziert:
- Designing for Moving Pictures (1941)
- Meet the Common People (1942)
- Art and Design in British Films (1948).

Ein Buch über seinen Vater kam 1968 unter dem Titel Gordon Craig: The Story of His Life heraus. Darüber hinaus hat Edward Carrick auch Bücher illustriert und zahlreiche Zeichnungen, Gemälde und Drucke angefertigt.

## Filmografie
- 1929: The Broken Melody
- 1933: Loyalties
- 1934: Autumn Crocus
- 1934: Java Head
- 1934: Sing As We Go
- 1934: Lorna Doone
- 1935: Midshipman Easy
- 1935: Der Amateur-Gentleman (The Amateur Gentleman)
- 1936: Crime Over London
- 1936: Accused
- 1936: Gangster, Frauen und Brillanten (Jump for Glory)
- 1936: Laburnum Grove
- 1936: O.H.M.S.
- 1937: Jericho
- 1940: Spring Offensive
- 1941: Target for Tonight
- 1942: Coastal Command
- 1943: The True Story of Lilli Marlene
- 1944: Western Approaches
- 1946: School for Danger
- 1947: Capatin Boycott
- 1948: Die blaue Lagune (The Blue Lagoon)
- 1949: Drum prüfe, wer sich ewig bindet (Fools Rush In)
- 1949: Der Meisterdieb von Paris (The Spider and the Fly)
- 1950: The Adventurers
- 1952: Ein Fressen für die Fische (The Gift Horse)
- 1952: Wenn das Herz spricht (So Little Time)
- 1953: The Red Beret
- 1953: Besiegter Haß (The Kidnappers)
- 1954: Das geteilte Herz (The Divided Heart)
- 1955: Meine bessere Hälfte (Touch and Go)
- 1955: Engel des Alltags (The Feminine Touch)
- 1956: Der lange Arm (The Long Arm)
- 1956: Schau nicht zurück (High Tide at Noon)
- 1957: Einer kam durch (The One That Got Away)
- 1958: Mit dem Kopf durch die Wand (Bachelor of Hearts)
- 1959: Tiger Bay (Tiger Bay)
- 1959: Die tödliche Falle (Blind Date)
- 1960: Mr. Miller ist kein Killer (The Battle of the Sexes)
- 1962: Village of the Daughters
- 1962: Die Ausgekochten (Maniac)
- 1963: Jeder Tag ein Urlaubstag (Every Day‘s a Holiday)
- 1965: Hysteria
- 1965: War es wirklich Mord? (The Nanny)